# Ястшембя (Вадовицький повіт)
Ястшембя (пол. Jastrzębia) — село в Польщі, у гміні Лянцкорона Вадовицького повіту Малопольського воєводства.
Населення — 635 осіб (2011).

## Історія
У 1975-1998 роках село належало до Бельського воєводства, підпорядковувалося районній адміністрації у Вадовицях.

## Демографія
Демографічна структура станом на 31 березня 2011 року:
|          | Загалом | Допрацездатний вік | Працездатний вік | Постпрацездатний вік |
| -------- | ------- | ------------------ | ---------------- | -------------------- |
| Чоловіки | 321     | 72                 | 219              | 30                   |
| Жінки    | 314     | 66                 | 177              | 71                   |
| Разом    | 635     | 138                | 396              | 101                  |